# Битва при Берое
Битва при Берої (Веррої) — битва між Візантійською імперією та печенігами, що відбулася близько 1122 року біля міста Бероя (сучасне місто Стара Загора в центральній частині Болгарії) і завершилася повним розгромом кочівників. Після цієї битви, що стала останньою у візантійсько-печенізьких війнах, печеніги припинили існування як незалежний народ. Згідно з альтернативною точкою зору, в цій битві візантійці боролися з половцями.

## Передісторія
Після знищення Першого Болгарського царства в 1018 році імператором Василем II (976—1025) печеніги переселилися на спорожнілі землі і стали безпосередніми сусідами імперії. Незабаром після смерті Василя II печеніги почали спустошувальні набіги на територію Візантії — у період з 1025 по 1045 рік вони чотири рази розоряли балканські провінції імперії. В 1027 році печеніги напали на північну Болгарію. Взимку 1035/1036 років вони розорили північні райони Болгарії та Македонії, а окремі загони досягли Фракії. Відправлена проти них візантійська армія зазнала катастрофічної поразки, п'ять воєначальників потрапили в полон. Після нищівної поразки від князя Ярослава Мудрого в 1036 більшість печенігів відкочували на Дунай, що збільшило небезпеку для кордонів Візантії. В 1043 р. печеніги під тиском огузів покинули обжиті землі і почали переселятися в напрямку візантійського кордону на Дунаї. Війна, що розпочала внаслідок цього в 1046 році, протікала невдало для Візантії і була завершена в 1053 р. підписанням договору, згідно з яким печеніги зберегли захоплені області в Добруджі і на південному березі Дунаю, зобов'язавшись не нападати на Македонію протягом 30 років.
Протягом наступних 20 років імперія зміцнювала оборонну систему на Балканах, одночасно проводячи політику християнізації печенігів. Недалекоглядна політика уряду імператора Михайла VII (1071—1078), який скоротив грошові виплати печенігам, призвела до повстань і втрати контролю над регіоном у нижній течії Дунаю на початку 1070-х років. У 1077 році печеніги перетнули Балканські гори і спустошили Фракію. Наприкінці того ж десятиліття до послуг печенігів почали вдаватися претенденти на візантійський престол. Активні бойові дії проти печенігів почалися в 1086 р. і завершилися в 1091 р. розгромом кочівників при Левуніоні. У 1121 році нова орда печенігів перейшла Дунай і рушила на Македонію та Фракію. Взимку 1121/1122 року імператор Іоанн II Комнін (1118—1143) почав збирати війська. Вирішальна битва відбулася на околицях Веррої, сучасне місто Стара-Загора в Болгарії.

## Хід битви
Хід битви описаний у кількох джерелах. Найбільш докладне з них наводиться у збірник саг «Коло Земної», що входить у складений Сноррі Стурлусоном, «Сагі про Хакона Широкоплечем». У ній автор в основному оповідає про доблесть скандинавських воїнів, завдяки яким було здобуто перемогу. Згідно з автором саги, візантійська армія під командуванням імператора Кірьялакса вирушила в похід до Блекуманаланд. Кір'ялах (давньоскан. Kirjalax) — ім'я, під яким в ісландських сагах з'являлися імператори після Олексія I Комніна (1081—1118), в даному випадку це був його син Іоанн II Комнін (1118—1142). На рівнині Пецинавелір (від візантійської назви печенігів дав.-гр. Πατζινάκαι) вони зустріли величезне вороже військо під командуванням сліпого конунгу. Печеніги мали на озброєнні великі вози із бійницями, якими вони оточили свій табір. Перед візками був виритий глибокий рів. Після прибуття візантійської армії печеніги збудували військо перед своєю фортецею з возів. Спочатку імператор послав у бій грецьку частину своєї армії. Зазнавши значних втрат, греки відступили. Потім Іоанн послав у бій «військо з франків і флемінгів» — з тим самим результатом. Після цього імператору порадили послати у бій варягів і той, після вагань, оскільки варягів було лише 450 чоловік, послав їх у бій. Командиром варягів названо Торір Хельсінг (давньоскан. Þórir helsingr). Незважаючи на більш ніж шістдесятикратну чисельну перевагу противника, варяги сміливо атакували і кинули печенігів у втечу. Потім в бій включилися греки і франки, що раніше відступили, і почалося переслідування відступаючих печенігів. На завершальній стадії битви варяги захопили укріплений візками табір. Безліч печенігів було вбито, а їх вождь захоплений у полон. Перед битвою варяги дали обітницю збудувати і присвятити Олафу Святому церкву в Константинополі, що й було зроблено згодом. У розділі «Саги про Хакона Широкоплечем», що передує розповіді про битву, наводиться розповідь про те, як імператор Іоанн II дізнався про цей святий норвезький конунг. Джерелом цього повідомлення є складена близько 1152 драпа «Луч» скальда Ейнара сина Скулі. За припущенням дослідника вікінгів С. Блендаля, або сам Ейнар брав участь у цій битві, або людина, з якою він спілкувався, що надає розповіді саги історичну достовірність.
Найближчим часом до битви при Берої візантійським джерелом є хроніка Іоанна Кіннама (друга половина XII століття). Згідно з цим істориком, імператор Іоанн II вирушив до Македонії після походу в Малу Азію, оскільки в межі імперії вторглося величезне військо скіфів — під такою назвою печеніги відомі у Візантії починаючи з Феофілакту Болгарського, який описав набіги цих кочівників на початку XI століття. Загалом розповідь візантійського історика не суперечить повідомленню саги, але повідомляє додаткові подробиці. Кіннам повідомляє про попередні безуспішні спроби підкупити «скіфських філархів» взимку та початок бойових дій навесні. У оповіданні Кіннама приділено увагу особистої мужності імператора, пораненого стрілою в ногу, проте побажаши особисто вступити в бій. Роль ромейського війська у Кіннама в битві показана більш істотною, ніж у сазі, проте особливо відзначено участь варягів у захопленні укріпленого табору. Щодо варягів повідомляється додаткова подробиця, що вони були англійці — про проблематику етнічного складу варягів у Візантії див. Варязька варта#Національний склад.
Розповідь молодшого сучасника Кіннама Никити Хоніата загалом така сама, проте містить додаткові подробиці. Згідно з Хоніатом спроба підкупу «скіфських» вождів мала на меті приспати їхню пильність, після чого імператор наказав атакувати. Хід битви описаний аналогічно Кіннаму, проте про рану імператора не повідомляється. Ключовим моментом битви біля Хоніата також є штурм укріпленого візками табору, в якому особисто взяв участь Іоанн II в оточенні своїх охоронців, які захищаються довгими щитами і загостреними з одного боку сокирами. Цій атаці передувала молитва імператора перед іконою Богоматері.
Про битву відомо також із двох панегіричних творів. Згідно з Михайлом Італіком успіхом у битві візантійці були зобов'язані мужності севастократора Андроніка, а Нікіфор Васілакі повідомляє про відвагу севаста Іоанна Аксуха.

## Наслідки
Згідно з Никитом Хоніатом, після битви було взято безліч полонених, які були потім розселені в одній із західних провінцій, склавши там цілі селища. Частина інших бранців вступила на військову службу, але більшу частину було продано. Надалі відомо про печенігів у складі візантійської армії в походах Іоанна II в Кілікію (1138), війни з половцями та угорцями. З нагоди перемоги було влаштовано тріумф та започатковано свято. У візантійських джерелах ця перемога над печенігами розглядається як вирішальна та остаточна.

## Історіографія
Датування події 1122—1123 роками загалом вважається достовірним. Никита Хоніат своє оповідання відносить до п'ятого року правління Іоанна II, згідно з сирійським хроністом XII століття Михайлом Сирійцем війна з печенігами почалася на 1433 році селівкідської ери, що розпочався 1 вересня 1122 року. Підтверджує цю дату знайдене німецьким істориком Еге. Курцем (E. Kurtz) вказівка на участь у цій битві брата імператора, севастократора Андроніка, який помер до лютого 1123 року. Відповідно до болгарського історика В. Н. Златарського напад печенігів стався в 1122, а їх розгром в 1123 році.
Ототожнення кочового народу, що у візантійських джерелах іменується «скіфами», з печенігами, приймається не всіма дослідниками. На думку М. М. Фрейденберга (1959) у повідомленні Іоанна Кіннама йдеться про половців. Румунський історик П. Діакону докладно проаналізував це питання в 1970-х роках, також схилявся до цієї гіпотези. Складність виявлення точного сенсу поняття «скіфи» у візантійських авторів XII—XIII століть, а також визначення співвідношення печенізького та половецького елементів після битви при Левуніоні в 1091 році відзначалася багатьма дослідниками.

### Дослідження
на английском языке
- Blöndal S. The Varangians of Byzantium / trans. B. S. Benedikz. — Cambr. : Cambridge University Press, 1978. — 242 p. — ISBN 978-0-521-21745-3.
- Stephenson P. Byzantium's Balkan Frontier. — Cambridge University Press, 2000. — 352 p. — ISBN 0 521 77017 3.

на русском языке
- Бибиков М. В. Византийские источники по истории древней Руси и Кавказа. — СПб. : Алетейя, 2001. — 314 с. — ISBN 5-89329-410-6.
- Васильевский В. Г. Византия и печенеги // Труды. — СПб., 1908. — Т. 1 (10 травня). — С. 1—175.
- Каждан А. П. Никита Хониат и его время. — СПб. : Дмитрий Буланин, 2005. — 544 с. — ISBN 5-86007-449-2.
- Козлов С. А. Византийская традиция о последней византино-печенежской войне // Европа. Международный альманах. — Тюмень, 2011. — Вип. X (10 травня). — С. 7—22. — ISBN 978-5-400-00493-3.
- Мохов А. С. К административной структуре Византийской империи на Дунае в период войны с узами (1064—1065 гг.) // Античная древность и средние века. — Екатеринбург, 1999. — Вип. 30 (10 травня). — С. 158—168.
- Мохов А. С. К вопросу о византийской военной организации в период войны с печенегами 1046—1053 гг // Известия Уральского государственного университета. — Екатеринбург, 2005. — № 39 (10 травня). — С. 15—26.
- Фрейденберг М. М. Труд Иоанна Киннама как исторический источник // Византийский временник. — М. : Изд-во АН СССР, 1959. — Т. 16 (10 травня). — С. 30—51.

на французском языке
- Chalandon F. Les Comnène. — Paris : A. Picard, 1912. — 379 p.
- Diaconu P.[ro]. Les Petchenegues au bas-Danube. — Bucarest, 1970. — Т. 27. — 158 p. — (Bibliotheca historica Romaniae. Etudes)